# Spiderhead
Spiderhead is een Amerikaanse sciencefiction-thriller uit 2022, geregisseerd door Joseph Kosinski, met een scenario van Rhett Reese en Paul Wernick, gebaseerd op het dystopische korte verhaal Escape from Spiderhead van George Saunders. De hoofdrollen worden vertolkt door Chris Hemsworth (die ook produceerde), Miles Teller en Jurnee Smollett.

## Verhaal
In de nabije toekomst krijgen veroordeelden in een moderne gevangenis van de raadselachtige visionair Steve Abnesti de kans om hun straf te verminderen door zich vrijwillig aan te melden als proefpersoon in een drugsproef. Deze medicijnen verhogen soms de mentale vermogens, intensiveren seksuele sensaties of veroorzaken depressie. Twee veroordeelden, Jeff en Lizzy, zijn overeengekomen om een nieuw medicijn te testen dat percepties en emoties kan veranderen, met name gevoelens van liefde. Jeff begint aan zijn eigen emoties te twijfelen.

## Rolverdeling
| Acteur          | Personage     |
| --------------- | ------------- |
| Chris Hemsworth | Steve Abnesti |
| Miles Teller    | Jeff          |
| Jurnee Smollett | Lizzy         |
| Mark Paguio     | Mark Verlaine |
| Tess Haubrich   | Heather       |

## Productie

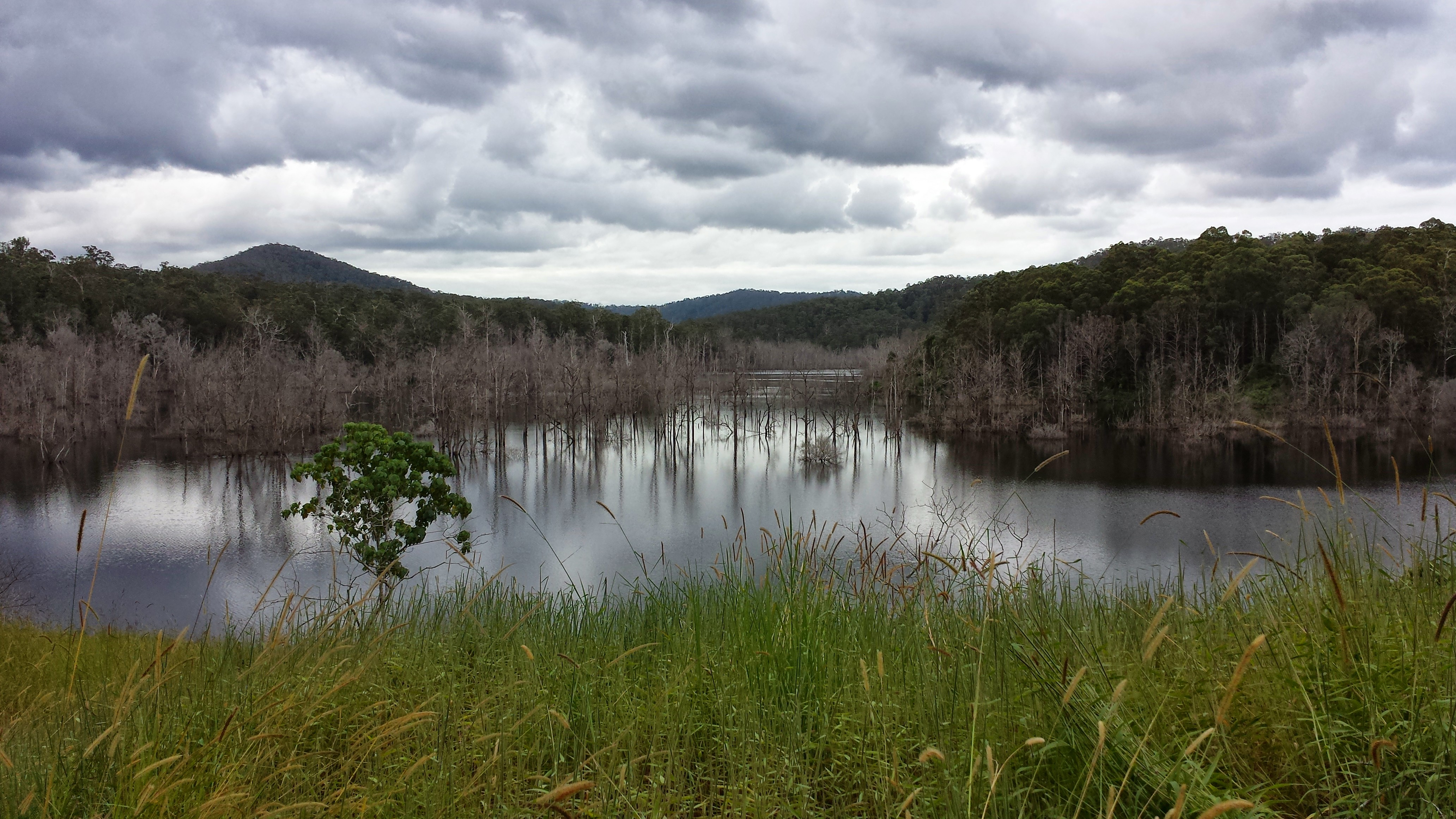
De opnames vonden plaats bij de Hinze Dam in Queensland, Australië.

In februari 2019 werd bekend dat Joseph Kosinski de film zou regisseren die is geschreven door Rhett Reese en Paul Wernick. Het scenario is gebaseerd op een kort verhaal van George Saunders, uit de bundel Tenth of December uit 2013, die oorspronkelijk werd gepubliceerd in The New Yorker in 2010. In september 2020 werden Chris Hemsworth, Miles Teller en Jurnee Smollett aangekondigd in de hoofdrollen.
De opnames begonnen in november 2020 en vonden plaats in de Australische staat Queensland, met name aan de Gold Coast.

## Release
De film ging in première op 11 juni 2022 in het The Entertainment Quarter in Sydney. In april 2022 werd bevestigd dat de film op 17 juni 2022 zou uitkomen op Netflix.

## Ontvangst
De film ontving gemengde recensies van critici. Op Rotten Tomatoes heeft Spiderhead een waarde van 45% en een gemiddelde score van 5,50/10, gebaseerd op 92 recensies. Op Metacritic heeft de film een gemiddelde score van 54/100, gebaseerd op 31 recensies.